# Keita Bates-Diop
Keita Bates-Diop (ur. 23 stycznia 1996 w Sacramento) – amerykański koszykarz, występujący na pozycji niskiego skrzydłowego, od 2024 zawodnik Brooklyn Nets.
W 2014 wziął udział w meczu wschodzących gwiazd Derby Classic.
5 lutego 2020 trafił w wyniku wymiany z udziałem czterech zespołów do Denver Nuggets. 29 listopada został zawodnikiem San Antonio Spurs, podpisując umowę na występy zarówno w NBA, jak i G-League.
4 lipca 2023 dołączył do Phoenix Suns. 8 lutego 2024 został wytransferowany do Brooklyn Nets.

## Osiągnięcia
Stan na 2 marca 2024, na podstawie, o ile nie zaznaczono inaczej.
NCAA
- Uczestnik rozgrywek turnieju NCAA (2015, 2018)
- Zawodnik roku Big Ten (2018)[8]
- Zaliczony do:
  - I składu Big Ten (2018)
  - II składu All-American (2018)
  - składu honorable mention Big Ten (2016)
- Zawodnik tygodnia Big Ten (5.02.2018, 15.01.2018, 8.01.2018, 11.12.2017)
- Lider strzelców Big 10 (19,8 – 2018)